# Piaggio X8
Il Piaggio X8 è uno scooter prodotto dalla casa motociclistica italiana Piaggio da fine 2003 al 2012 nello stabilimento di Pontedera.

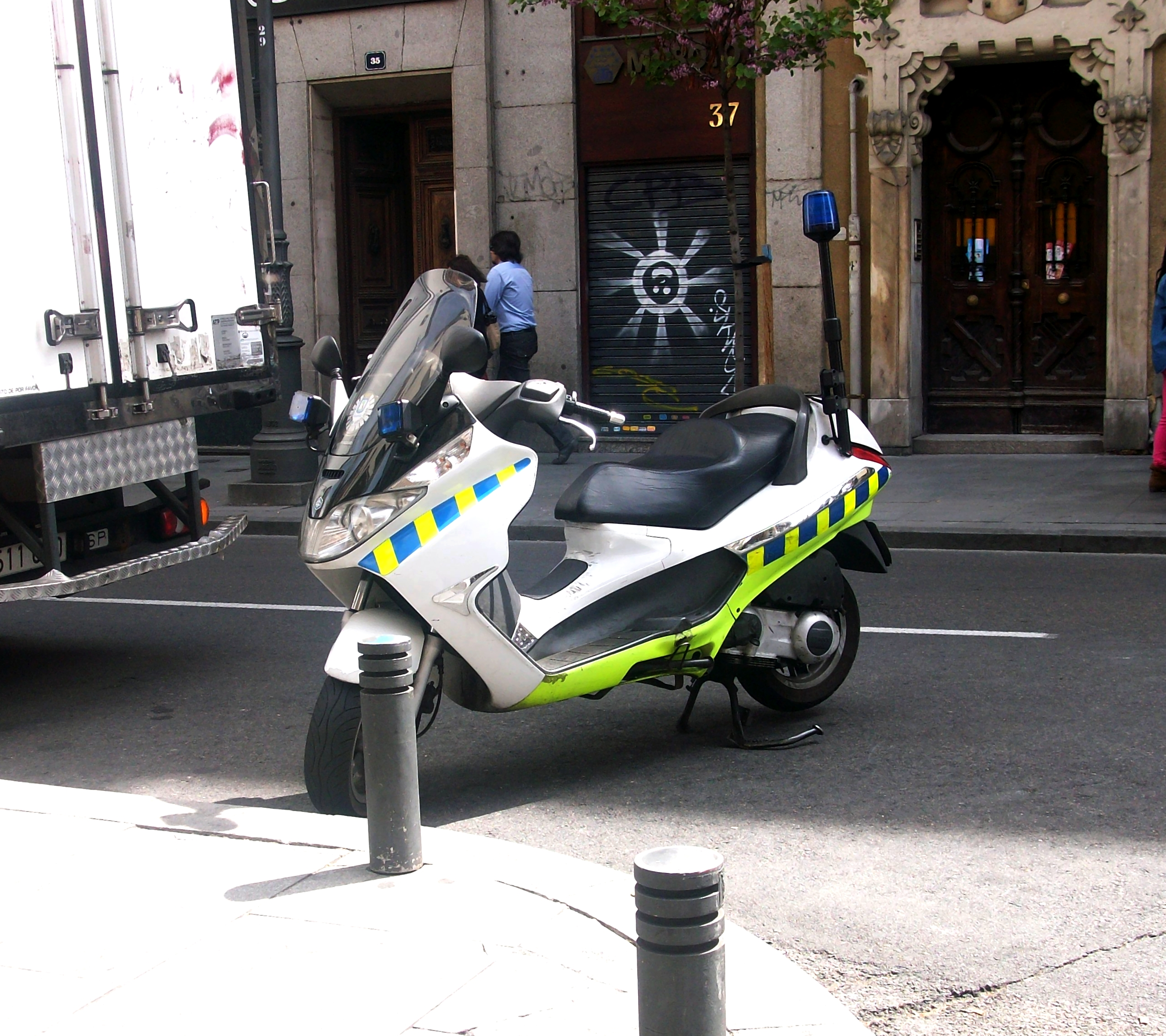
Piaggio X8 policia municipale (Madrid)

## Descrizione
Erede dell'Hexagon, l'X8 al lancio era disponibile con due motorizzazioni entrambe monocilindriche a 4 tempi della famiglia Piaggio Leader, con distribuzione a quattro valvole e omologazione secondo la normativa antinquinamento Euro 2, dalla cilindrata di 125 cm³ con potenza di 15 CV (10,7 kW) e 105 km/h di velocità massima e un 200 cm³ con 21 CV (15,7 kW) e punta massima di 120 km/h. Il peso si attesta sui 157 chilogrammi.
Nato da un progetto inedito e sviluppato attraverso CAD, il telaio del X8 è costituito da una doppia culla in acciaio ideata per integrare in coda il vano bagagli Gli ammortizzatori sono del tipo a doppio effetto e sono regolabili nel precarico molla al posteriore, con steli sull'avantreno da 35 mm.
Il vano sottosella ha una capacità di 56 litri, con in più un piccolo vano ricavato dietro lo scudo anteriore che viene fornito anche di presa a 12 Volt. Inoltre sulla coda, si può installare un bauletto da 48 litri.
Ad inizio 2006 dal X8 ne è stato derivato un prototipo con motorizzazione ibrida abbinato al motore da 125.
Sempre ad aprile dello stesso anno viene introdotta una nuova versione chiamata X8 400 ie e dotata di una motorizzazione da 400 cc, omologata Euro 3 e con una potenza di 25 Kw (34 CV). Per adeguare lo scooter al nuovo propulsore più pesante e prestazionale, sono stati rivisti e potenziati le sospensioni, il sistema frenante e maggiorati gli pneumatici.